# Jacob Stout
Jacob Stout (1764 - 1 de novembro de 1857) foi um político norte-americano que foi governador do estado do Delaware, no período de 1820 a 1821, pelo Partido Federalista.